# Barbus caninus
Barbus caninus е вид лъчеперка от семейство Шаранови (Cyprinidae). Видът е застрашен от изчезване.

## Разпространение и местообитание
Разпространен е в Италия и Швейцария.
Обитава сладководни басейни, реки и потоци.

## Описание
На дължина достигат до 25 cm.
Продължителността им на живот е не повече от 5 години. Популацията на вида е намаляваща.